# 듀케인 대학교
듀케인 대학교(Duquesne University)는 미국 펜실베이니아주 피츠버그에 위치한 사립 가톨릭 연구형 대학이다. 성령수도회(Congregation of the Holy Spirit) 구성원들에 의해 설립된 듀케인 대학교는 1878년 10월 성령 피츠버그 가톨릭 칼리지(Pittsburgh Catholic College of the Holy Ghost)라는 교명으로 개교했으며 당시 등록 학생 수는 40명, 교직원은 6명이었다. 1911년, 이 칼리지는 펜실베이니아주의 첫 가톨릭 대학교(university) 수준의 기관이 되었다. 세계 유일의 성령수도회 소속 교육 기관이다.